# Rene Tondeur
Die Rene Tondeur Co. Ltd. war ein britischer Automobilhersteller.

## Unternehmensgeschichte
Der Belgier René Tondeur gründete 1921 das Unternehmen in Croydon. Er begann mit der Produktion von Automobilen. Der Markenname lautete RTC. 1923 endete die Produktion. Etwa eine Handvoll Fahrzeuge wurde verkauft.

## Modelle
Das einzige Modell war ein Cyclecar. Der leichte 9 HP ähnelte im Erscheinungsbild einem Bugatti Type 13 und wurde von einem luftgekühlten V2-Motor von Blackburne mit 0,8 l Hubraum angetrieben. Der 3124 mm lange und 1549 mm breite Wagen hatte 2286 mm Radstand und wog 305 kg.
Eine andere Quelle gibt an, dass der Motor etwa 1000 cm³ Hubraum hatte. Der Neupreis betrug 160 Pfund Sterling.
| Modell | Bauzeitraum | Zylinder | Hubraum | Radstand |
| ------ | ----------- | -------- | ------- | -------- |
| 9 HP   | 1921–1923   | 2 V      | 824 cm³ | 2286 mm  |